# Francesco Melosio
Francesco Melosio (Città della Pieve, 1609 – 1670) è stato un poeta e magistrato italiano.
Colto umanista e profondo conoscitore delle leggi, entrò al servizio dei potenti a Roma, a Venezia ed a Torino. Fu anche magistrato a Monteleone di Spoleto ed a Capranica. 
Tornato a Città delle Pieve, pur continuando a comporre versi scherzosi, prese l'ordine sacro. Attraverso le poesie denunciò, pur con apparente amenità, il profondo malessere del tempo. 
Tra le sue opere si ricordano: Discorsi accademici, Orione, Sidonio e Dorische e Poesie e prose..